# Denis Monette
Pour les articles homonymes, voir Monette.
 (novembre 2017).
Si vous disposez d'ouvrages ou d'articles de référence ou si vous connaissez des sites web de qualité traitant du thème abordé ici, merci de compléter l'article en donnant les références utiles à sa vérifiabilité et en les liant à la section « Notes et références ».
Denis Monette, né le 6 décembre 1936 à Montréal où il meurt le 4 septembre 2023, est un journaliste et un écrivain québécois.

## Biographie
Denis Monette étudie au collège André-Grasset puis devient éditorialiste pour Le Lundi.
Directeur de Québecmag, il quitte ensuite le journalisme pour devenir romancier. Auteur de plusieurs livres, il a connu le succès dès son premier roman.
Denis Monette meurt le 4 septembre 2023 à l'hôpital du Sacré-Cœur de Montréal,.

## Œuvres
- Au fil des sentiments... mes plus beaux billets, 1985
- Pour un peu d'espoir... mes plus beaux billets, 1986
- Un Journaliste à Hollywood, 1987
- Les Chemins de la vie... mes plus beaux billets, 1989
- Adèle et Amélie, 1990
- Le partage du cœur, 1992
- Les parapluies du diable, 1993
- Les Bouquets de Noces, 1995
- Au fil des sentiments, 1996
- Pour un peu d'espoir, 1996
- Un purgatoire, 1996
- Au fil des sentiments, 1996
- Les chemins de la vie, 1996
- Les parapluies du diable, 1997
- Marie Mousseau, 1937-1957, 1997
- Un purgatoire, 1997
- Au gré des émotions, 1998
- L'ermite, 1998
- Et Mathilde chantait, 1999
- Pauline Pinchaud, servante, 2000
- Le rejeton, 2001
- La maison des regrets, 2003
- Par un si beau matin, 2005
- La Paroissienne, 2007
- M. et Mme Jean-Baptiste Rouet, 2008
- Quatre jours de pluie, 2010
- Le jardin du docteur Des Œillets, 2011
- Les délaissées, 2012
- La paroissienne, 2014
- La veuve du boulanger, 2014
- Ensemble pour toujours, 2015
- Les Fautifs, 2016
- Les enfants de Mathias, 2017
- La maîtresse de l'horloger, 2019

## Honneurs
- Prix du public du Salon du livre de Trois-Rivières 2011
- Invité d'honneur du Salon du livre de Montréal 2009
- Prix du public du Salon du livre de Montréal
- Adèle et Amélie, nommé roman de l'année 1997 chez Renaud-Bray.
- Les Bouquets de Noces, nommé roman de l'année 1995 chez Renaud-Bray.